# Maelstrom
Pour les articles homonymes, voir Maelstrom (homonymie).

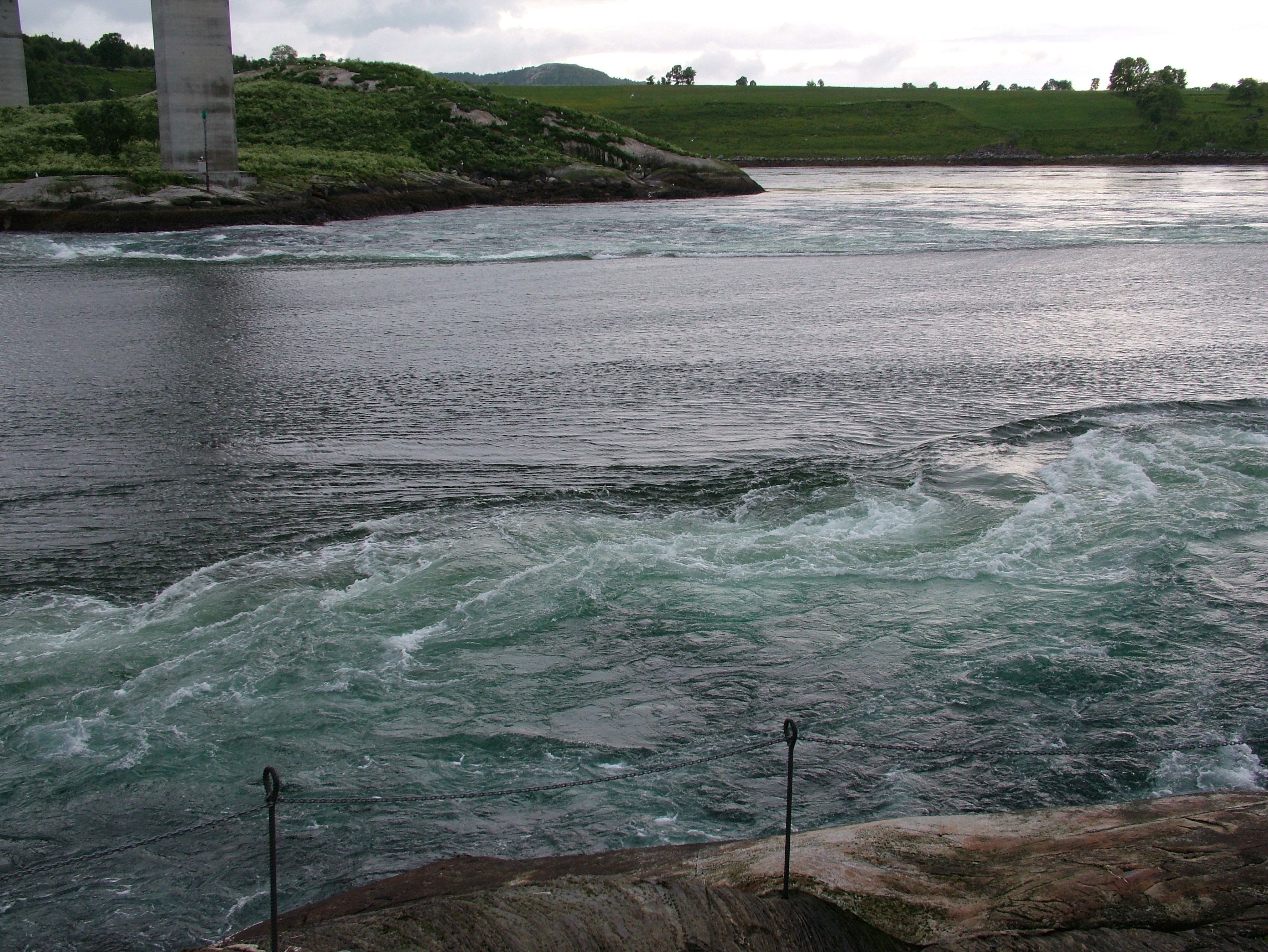
Le Saltstraumen, détroit de Norvège où le courant de marée est le plus fort au monde ; des remous et tourbillons importants s'y forment fréquemment.

Un maelstrom, ou maelström (souvent connu sous le nom de « trou noir de l'océan »), est un puissant tourbillon qui se forme dans une étendue d'eau. Il peut être créé par un courant de marée ou par le courant d'un fleuve.
La puissance des tourbillons des marées tend à être exagérée, jusqu'à prendre les proportions mythiques d'entonnoirs dont aucun bateau ne pourrait sortir. Il existe peu d'histoires de navires d'une taille importante aspirés par un maelstrom, bien que des embarcations plus petites puissent être en danger. Les histoires racontées par Paul Diacre, Edgar Allan Poe et Jules Verne sont entièrement fictives.
Au sens figuré, un maelstrom est un mouvement d'agitation intense qui entraîne irrésistiblement.

## Étymologie
Le terme est emprunté au néerlandais maelstrom (maalstroom en néerlandais contemporain), dérivé de malen, « tourbillonner », « moudre » (du proto-germanique *malaną, de la racine indo-européenne *mol-, *smol- qui donne elle-même « meule » et « moulin » en français) et strom, « courant » (apparenté à l'anglais stream) ; le nom signifierait ainsi « courant moulant ». Le terme s'écrit Mahlstrom en allemand, malstrøm en danois.
Le nom propre « Maelstrom », décrivant un tourbillon situé en Norvège, est employé en français au XVIIIe siècle. Comme nom commun, « maelstrom » apparait en 1840. Son emploi figuré est attesté dans la correspondance de Gustave Flaubert en 1856.
L'orthographe du mot possède de nombreuses variantes : « mael », « maël » ou « mal » pour le début, « strom », « ström » ou « stroem » pour la fin. En conséquence, sa prononciation n'est pas très fixe : mal, mɛl ou maɛl, suivi par strɔm ou strøm.

## Exemples

### Moskstraumen

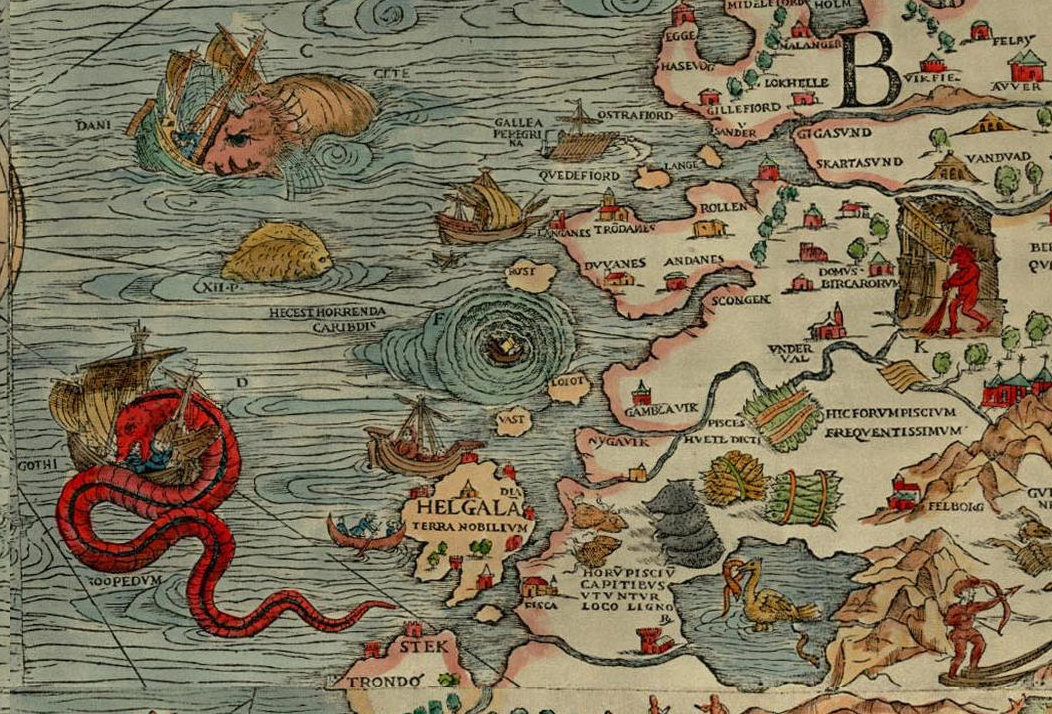
Le maelstrom au large de la Norvège, tel qu'illustré par Olaus Magnus sur la Carta Marina en 1539.

Le maelstrom le plus fréquemment décrit (entre autres par Edgar Allan Poe) est le Moskstraumen, un puissant courant de marée des îles Lofoten en Norvège. Il est formé par la conjonction de forts courants entre les îles de Moskenesøya et Værøy, près de l'îlot de Mosken, et par la grande amplitude des marées. À la différence de nombreux phénomènes similaires, il est situé en pleine mer, et non dans un détroit ou un cours d'eau.
Les descriptions qu'en font Edgar Allan Poe et Jules Verne le dépeignent comme un gigantesque tourbillon qui découvre le fond de l'océan, alors qu'en réalité il s'agit d'un ensemble de courants et contre-courants atteignant 18 km/h. Liu Cixin décrit ce maelstrom en citant directement dans son texte l’œuvre d'Edgar Allan Poe : la description qui en est faite est également démesurée.

### Saltstraumen
Le maelstrom de Saltstraumen est le plus puissant au monde. Il est situé à 10 km au sud-est de la ville de Bodø, en Norvège. Sa force provient de la puissance des marées à cet endroit : un chenal étroit relie le Saltfjord à son extension, le Skjerstadfjord, provoquant une énorme marée qui à son tour produit le maelstrom du Saltstraumen.

### Corryvreckan
Le troisième plus grand maelstrom du monde est situé sur le côté nord du golfe de Corryvreckan en Écosse, entre les îles de Jura et Scarba. La conjonction de la marée et du firth of Lorn à l'ouest peut provoquer des vagues de plus de 9 m et le rugissement du maelstrom résultant peut être entendu à 15 km de là.
Afin de tester la puissance des flots, une équipe documentaire de la maison de production écossaise Northlight Productions a jeté dans le Corryvreckan un mannequin muni d'un gilet de sauvetage et d'une jauge de profondeur. Le mannequin a été avalé, puis rejeté loin en aval, la jauge indiquant 262 m de profondeur ; des traces portées au mannequin indiquaient qu'il avait été raclé sur le fond sur une grande distance.

### Autres maelstroms
- L'Old Sow whirlpool (en), entre Deer Island (Nouveau-Brunswick, Canada) et Moose Island (en) (Maine, États-Unis).
- Le tourbillon de Naruto, dans le détroit de Naruto près de l'le d'Awaji au Japon.
- Les Skookumchuck Narrows (en), rapides de marée qui présentent des tourbillons, sur la Sunshine Coast de Colombie-Britannique, au Canada.
- French Pass, un détroit séparant l'île d'Urville de l'île du Sud, en Nouvelle-Zélande.

### Tsunamis et dolines
Les tsunamis provoqués par des séismes importants peuvent former des tourbillons éphémères, suivant la topographie sous-marine. Par exemple, le tsunami provoqué par le séisme du Tohoku en 2011 a créé un maelstrom au large d'Ōarai.
Sur le lac Peigneur en Louisiane, un accident de forage en 1980 a conduit à la vidange du lac dans une grotte. Le tourbillon résultant a aspiré la plate-forme de forage, onze barges, de nombreux arbres et 26 ha de terrain.

## Culture
Homère décrit un maelstrom dans l'Odyssée lorsque Ulysse doit choisir de naviguer près du monstre à six têtes Scylla ou près du tourbillon Charybde, afin de rejoindre Ithaque. Au VIIIe siècle, Paul Diacre en décrit un dans son Histoire des Lombards. Dans l'Icosameron de Giacomo Casanova, les personnages principaux, Édouard et Élisabeth, sont aspirés par un maelstrom qui sert de portail vers le Protocosmos.
Au XIXe siècle, trois œuvres littéraires décrivent le maelstrom des Lofoten : Une descente dans le Maelstrom d'Edgar Allan Poe (1841), Moby Dick d'Herman Melville (1851) et Vingt mille lieues sous les mers de Jules Verne (1869). Verne décrit également un maelstrom dans Un hivernage dans les glaces (1855) et le mentionne dans Les histoires de Jean-Marie Cabidoulin (1901) : « L'évêque norvégien Pontoppidan affirma l'existence d'un monstre marin dont les cornes ressemblaient à des mâts armés de vergues [...]. Et, à les en croire, l'animal possédait une énorme tête de cheval, des yeux noirs, une crinière blanche et, dans ses plongeons, il déplaçait un tel volume d'eau que la mer se déchaînait en tourbillons pareils à ceux du Maël-Strom !... ». Arthur Rimbaud l'utilise également dans Le Bateau ivre (1871).
Liu Cixin décrit un maelstrom dans La Mort immortelle en faisant citer l’œuvre d'Edgar Allan Poe par l'un des personnages.
Lors de la bataille finale du film Pirates des Caraïbes 3 (2007), les navires de Jack Sparrow et Davy Jones s'affrontent en tournant autour d'un gigantesque maelström déclenché par la déesse Calypso.
Dans la série de bande-dessinée Seuls, les personnages sont confrontés à un maelström.
Denis Villeneuve s'est inspiré du concept du Maelström pour son film Maelström (2000)
Dans le jeu vidéo God Of War Ascension (2013), Kratos (le personnage incarné par le joueur) affronte la Furie Alecto au milieu d'un maelstrom formé par le monstre Charybde[réf. nécessaire].
Dans le jeu vidéo Paper Mario: Color Splash (2016), Mario doit traverser l'Île du Maelström au cours de son aventure.
Dans le jeu vidéo massivement multijoueur World of Warcraft, un maelstrom trône au centre de la carte du monde. Il s'agit également d'une zone que les joueurs peuvent visiter lors de certaines quêtes ou évènements.
Dans l’anime tiré du manga One Piece, un maelstrom est présent à l’arrivée de l’équipage du chapeau de paille au pays de Wano.